# Jacques Åberg
Jacob (Jacques) Niclas Åberg, född 3 september 1850 i Visby, död i november 1875  i Bordeaux, var en svensk tecknare.
Han var son till handlaren JO Åberg och Jeanna Gerde. Efter studentexamen i Visby skrevs Åberg in vid Uppsala universitet 1870 men tvingades på grund av sjukdom att avbryta sina studier och söka vård utomlands. Han var en flitig antikvarisk tecknare och har utfört ett flertal teckningar av föremål, bänkar, dörrar med mera från gotländska kyrkor som förvaras vid Antikvarisk-topografiska arkivet.    